# مقاطعة لاتشين
لاتشين (بالأذرية: Laçın)، (بالكردية: Laçîn)‏) هي مقاطعة في أذربيجان. العاصمة هي مدينة لاتشين. تسيطر على المقاطعة جمهورية مرتفعات قرة باغ المنفصلة، وتعدها جزءاً من مقاطعة كاشاتاغ، منذ حرب ناغورنو قرة باغ. عندما استولت القوات الأرمينية على مقاطعة لاتشين، قامت بتشريد جميع سكانها الأذربيجانيين والأكراد بالقوة ووطنت لاجئين أرمن من أذربيجان ومستوطنين من أرمينيا وأرمن من بلدان أخرى على ما يبدو في المنطقة مع تقديمها وعود باعطاءهم أراضي ومواشي وفوائد اجتماعية.
في النصف الأول من عام 2011، تم توطين 300 عائلة أرمنية في لاتشين.